# Гидратация стекла (метод датирования)
Гидрата́ция стекла — один из вспомогательных методов датирования (абсолютного или относительного) геологических объектов и археологических артефактов. Может применяться к предметам, изготовленным из естественного вулканического (обсидиан) или искусственного стекла. Метод основан на том, что поверхность стекла абсорбирует воду из атмосферы с постепенным образованием корки гидратации. Содержание воды в стекле составляет 0,2 % по массе. Свежеобразованная поверхность стекла (например, полученная при изготовлении обсидианового ножа), постепенно поглощая воду из атмосферы, может достичь содержания воды 3,5 % (это предельная величина, далее наступает насыщение). Для измерения содержания воды из поверхностного слоя вырезается тонкая пластинка (менее 50 мкм толщиной). Непосредственное измерение проводится с помощью определения плотности пластинки, инфракрасной спектроскопии, либо ядерного резонанса.
Метод был предложен в 1948 Ирвингом Фридманом и Робертом Смитом.

## Ограничения метода
- Скорость абсорбции воды зависит от температуры, влажности и химического состава обсидиана. Поэтому для каждого места, где проводятся раскопки, метод должен быть откалиброван заново по другим методикам датировки (например, с помощью радиоуглеродного метода, дендрохронологии, термолюминесцентного датирования и т. д.). В отсутствие таковой калибровки возможно лишь относительное датирование образцов.
- Повторное или длительное использование изделия может привести как к завышению, так и к занижению его возраста.